# Arquitetura do Neolítico

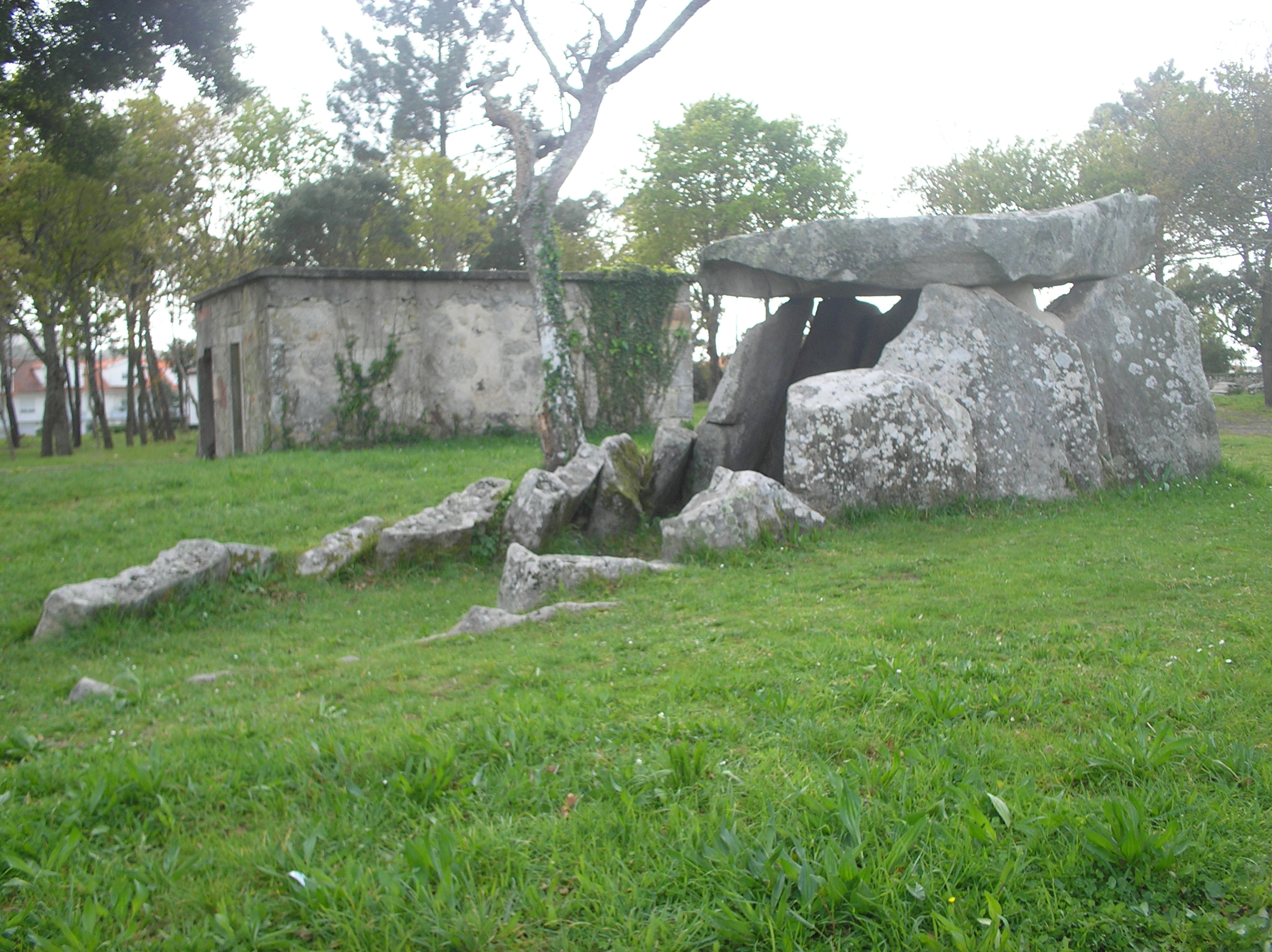
Dólmen da Barrosa, Vila Praia de Âncora.

Fatores que contribuíram para a formação da arquitetura megalítica:
- necessidade de se estabelecer uma calendário (marcação do tempo)
- demarcação de posses de lugares
- homenagem aos astros e aos fenômenos naturais
- preocupação com a preservação da memória de antepassados através de túmulos
- necessidade de novos abrigos
Apesar de rudimentares, os monumentos megalíticos são considerados a primeira forma de arquitetura monumental realizada pelo homem. A cultura megalítica, que se desenvolve entre 5000 e 3000 a.C., é a primeira expressão da vontade e da necessidade das sociedades conceberem e organizarem os espaços e os lugares, não só em termos físicos, como também em termos simbólicos. Como principais tipos de monumentos megalíticos temos:
- Menir: que consiste num megálito, coluna rudimentar, erguida em direcção ao céu, sendo muitas vezes trabalhado de modo a apresentar uma configuração cilíndrica ou cónica, associada à forma fálica. Na sua origem, admite-se estar uma manifestação ritual à vitalidade e à fertilidade da terra ou, pela sua forma fálica, uma evocação à fecundidade. Usava-se para ver o tempo (através da sombra projetada) e para demarcação de terrenos.

- Alinhamento megalítico: designação dada a um agrupamento de menires organizado em linha recta.

- Cromeleque: designação é dada a um agrupamento de menires e dólmens organizado em círculo. Os cromeleques acentuam a ideia de recinto sagrado ou lugar de culto. Alguns podem estar relacionados com a astronomia e o estudo de fenômenos celestes. Stonehenge é o maior, o mais complexo e o mais característico monumento megalítico edificado pelo homem.

- Anta ou Dólmen: construções megalíticas formadas por pedras colocadas na vertical sobre as quais assenta uma laje formando uma câmara circular que serviriam como locais de enterramento ou de culto ligado à morte.Era uma homenagem aos mortos.

- Taula: Uma pedra horizontal apoiada em uma vertical, em forma de "T", e uma diagonal apoiada nestas.

- Naveta: construção de pedra com forma retangular e paredes diagonais

- Nurague: construção em forma de cone, porém com paredes diagonais

- Castro: conjunto de nuragues